# 라타 블랑카
라타 블랑카(스페인어: Rata Blanca)는 1986년에 결성된 아르헨티나의 헤비 메탈 밴드이다. 아르헨티나에서 가장 유명한 메탈밴드로 알려져 있으며 남아프리카 공화국에서는 그 장르의 가장 중요한 밴드 중 하나로 여겨지고 있다. 영어로는 White Rat라고 표기한다.

## 역사

### 초기
기타리스트 Walter Giardino는 잠시동안 V8의 Osualdo Civile을 대신하였으나 그의 노래가 거부된 이후로 V8을 떠났다. 그의 동료 Roberto Cosseddu (Kamikaze의 베이시스트)는 그를 도와 데모테이프를 녹음하였다. 드러머 Gustavo Rowek은 Civile과 같이 하자는 프로젝트를 거절하고 V8을 비슷한 시기에 떠난 Giardino와 합류하였다. 세션 음악가 Rodolfo Cava와 Yulie Ruth는 데모를 녹음하는 라인업을 완성시켰다. 음악은 "Chico callejero", "Rompe el hechizo", "Gente del sur", "La bruja blanca"가 있다. 안정적인 멤버를 찾으며 Rata Blanca는 하드락 밴드 Plus에서 일하던 Saul Blanch를 가수로 영입하였다. Rata Blanca는 그 시기, Giardino의 친구이자 WC의 멤버 Sergio Berdichevsky의 도움으로 Guillerno Sánchez를 만났다.
Rata Blanca는 1987년 8월 15일 첫번째 콘서트를 Luzy Fuerza 극장에서 열었다. 그 이후 Saul Blanch가 밴드를 떠났으며 Carlos Perigo가 대체하였고 그는 "Dias Duros"라는 곡을 작곡하였다. 하지만 곧 Perigo도 밴드를 떠났다. Rodolfo Cava가 잠시 돌아왔으나 Shito Molina가 위병하여 더 이상 노래할 수 없었다. 밴드가 첫음반을 녹음하면서 가수가 급히 필요할 때 Saul Blanch가 밴드에 돌아와 녹음을 도왔다. 앨범 Rata Blanca는 1989년에 9개 곡으로 발매되었다. 그해 Rata Blanca는 "Halley en Obra" 콘서트에 참가하였고 Alakran, JAF, Kamikaze와 함께 공연하였다.

### 성공
Polygram은 Rata Blanca에게 재계약을 위해서는 앨범 발매 후 첫분기에 높은 판매량을 달성해야 한다고 요구하였고 Rata Blanca는 제시한 판매량의 4배를 팔아치웠다. 1987년 키보드 연주자 Hugo Bistolfi가 합류하였고 가수 Adrian Barilari가 Saul Blanch를 대신하였다. Rata Blanca는 실질적인 두번째 앨범 Magos, espadas y rosas를 발표하였고 이 앨범에는 Rata Blanca의 대표곡인 "Mujer amante"와 "La leyenda del hada y el mago"가 수록되어 있다. 발매는 성공적이었고 그 파장으로 텔레비전 프로그램인 Ritmo de la Noche에 출연하여 Cumbia 콘서트 홀에서 연주를 하였다. 보통 락 밴드들은 많은 관중을 동원할 수 없었기 때문이다. 이후 Rata Blanca는 "Guerrero del Arco Iris" 앨범을 냈고 Jose Amalfitani 경기장에서 공연을 하였다. Rata Blanca는 오케스트라와 협연하여 오페라 극장에서의 공연을 마지막으로 Polygram과의 계약을 끝냈으나 이 공연의 라이브앨범은 수년후에 발매되었다. BMG사에 있을 때 Rita Blanca는 "El Libro Oculto"라는 EP를 발매하였다. 이 작품은 악기면이나 가사면 모두에서 이전 작품들에 비해 급진적이어서 헤비메탈 팬들로부터 많은 비난을 받았다.

### 라인업의 변화와 재결합
Barilan은 "El Libro Oculto"의 새로운 형식을 탐탁치 않아했고 Obras의 공연 이후 Rata Blanca를 떠났다. Bistolfi도 그를 따라 떠났고 그 둘은 이후 밴드 Alianza를 결성하였다. Barilari와 Bistolfi는 보컬 Mario Ian과 키보드 연주자 Javier Retamozo로 대체되었음. 이 라인업으로 Rata Blanca는 Entre el Cielo y el Infierno (영어로 Between Heaven and Hell")을 발매하였다. 이후 그들은 브라질의 상파울로에서 열렸던 "Festival Monsters of Rock"의 공연에 초대되었고 이 공연에는 Ozzy Osbourne, Therapy? Alice Cooper 등도 함께 공연하였다. Rata Blanca는 새로운 가수 Gabriel Marian을 영입하였고 그와 함께 새 앨범 "Rata Blanca VII"를 발표하였다. Rata Blanca는 1997년 해체되었고 Gustavo Rowek과 Sergio Berdichevsky는 Nativo라는 밴드를 결성하였다. Giadino는 Water Giardino Temple을 계속 운영하였다. 2000년, Walter Giardino Temple에서 열리는 콘서트에 Barilari와 Bistolfi가 초청되었고 이후 그 만남이 Rata Blanca가 재결합하는 계기가 되었다. Rowek과 Berdichevsky는 당시 재결합 제안을 거절하였다. 라디오 La Mega는 종종 Rata Blanca의 히트곡 "Mujer amante"를 틀어주며 밴드의 관심을 계속 이끌었다. 재결합 후 2000년 발매한 새앨범 "El camino del fuego는 대성공이었다. 뒤이어 2005년 앨범 "La llave de la puerta secreta"도 훌륭한 성공을 거두었고 이 앨범이 공식적으로 발매되기도 전에 Gold 차트에 오르기도 하였다.
Rata Blanca는 2003년 Gran Rex 공연장에서 Deep Purple의 유명한 멤버인 Glen Hughes와 함께 찬조공연을 하였다. 그들은 자신들의 히트곡 뿐만 아니라 Deep Purple의 노래들도 연주하였다. 세계적인 인지도를 더 얻기 위해 Giardino는 Ranbow의 전 싱어, Doogie White에게 접근하여 2007년 영어로 녹음된 음반 Forgotten Kingdom을 발매하였다.
2010년 초반, Rata Blanca의 키보드 연주자 Hugo Bistolfi가 밴드를 떠났고 그 자리를 Barilari의 솔로밴드 전 멤버인 Danilo Moschen이 메웠다. 2013년에 원년 멤버 Gustavo Rowek, Sergio Berdichevsky와 Saul Blanch가 몇몇 공연을 위해 Rata Blanca와 재결합하였다. 2015년 Rata Blanca는 10번째 앨범, "Tormenta Electrica"를 발표하였다. 2017년에 베이스 연주자 Guillerno Sánchez가 폐결핵으로 사망하였다. 사망 며칠 전, 가수 Adrian Barilari가 Guillermo의 건강상태가 안 좋다고 전했다.

## 구성원

### Current lineup
- Walter Giardino: Guitar (1986–1997, 2000–Present)
- Adrián Barilari: Vocals (1989–1993, 2000–Present)
- Fernando Scarcella: Drums (2000–Present)
- Danilo Moschen: Keyboards (2010–Present)
- Pablo Motyczak - Bass (2017-Present)

### Original lineup
- Saúl Blanch: vocals
- Walter Giardino: lead guitar
- Guillermo Sánchez: bass
- Gustavo Rowek: drums
- Sergio Berdichevsky: rhythm guitar

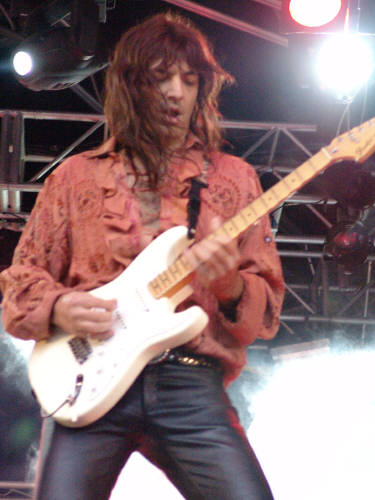
Walter Giardino, leader of the band, in 2005.

### Others
- Pablo Finger: keyboards (1988)
- Hugo Bistolfi: keyboards (1989–1993, 2000–2009) as Guest (1988)
- Mario Ian: vocals (1993–1996)
- Gabriel Marian: vocals (1996–1997)
- Doogie White: vocals on English versions (2009–2010)
- Javier Retamozo: keyboards (1993–1997)
- Saúl Blanch: vocals (1987, 1988–1989)
- Sergio Berdichevsky: guitar (1986–1997)
- Shito Molina: vocals (1988)
- Rodolfo Cava: vocals  (1986)
- Gustavo Rowek; drums (1986–1997)
- Guillermo Sánchez (deceased): Bass (1986–1997, 2000–2017)

## 디스코그래피

### 스튜디오 음반
- Rata Blanca (1988)
- Magos, Espadas y Rosas (1990)
- Guerrero del arco iris (1991)
- El Libro Oculto EP (1993)
- Entre el Cielo y el Infierno (1994)
- Rata Blanca VII (1997)
- El Camino del Fuego (2002)
- La Llave de la Puerta Secreta (2005)
- El Reino Olvidado (2008/2009)
- Tormenta Eléctrica (2015)

### 라이브, 컴필레이션 음반
- En vivo en Buenos Aires (1996)
- Grandes Canciones (2000)
- Poder Vivo (2003)
- Rata Blanca & Glenn Hughes: A Vivo en Teatro Gran Rex (2003)

### 싱글
- "La Leyenda del Hada y El Mago"
- "Rata Blanca" (2001)
- "Teatro Gran Rex" (2001)
- "Highway on Fire (EP)" (2002)

## Cover versions
Spain's Mägo de Oz recorded a version of "Mujer amante".